# Dutch Open (golf)
De KLM Open is een golftoernooi in Nederland dat deel uitmaakt van de Europese Tour. Het toernooi droeg aanvankelijk de naam Dutch Open maar heeft vanaf 1981 een titelsponsor. Dit waren KLM (24x), TNT (5x), Heineken (5x), Sun Microsystems (2x) en Lucas Bols/ING Bank (1x).

## Geschiedenis
Het eerste Dutch Open werd gehouden in 1912 op de Haagse Golf & Country Club en is daarmee een van de oudste toernooien op de Europese Tour. Het eerste toernooi werd gewonnen door de Brit George Pannell. Tot 1933 werd het toernooi over 36 holes beslist.
 Tot nu toe is het Dutch Open op de volgende banen in Nederland gespeeld: de Domburgsche, de Doornsche (tegenwoordig De Pan), de Eindhovensche, de Haagsche, de Hilversumsche, de Kennemer, de Noordwijkse, de Rosendaelsche, Toxandria, De Pan, The Dutch, The International en Bernardus Golf. In 2020 werd het toernooi niet gespeeld vanwege de coronapandemie die dat jaar uitbrak. Het toernooi zou dat jaar voor het eerst op het in 2018 geopende Bernardus Golf in Cromvoirt worden gespeeld.

#### Wisselbekers

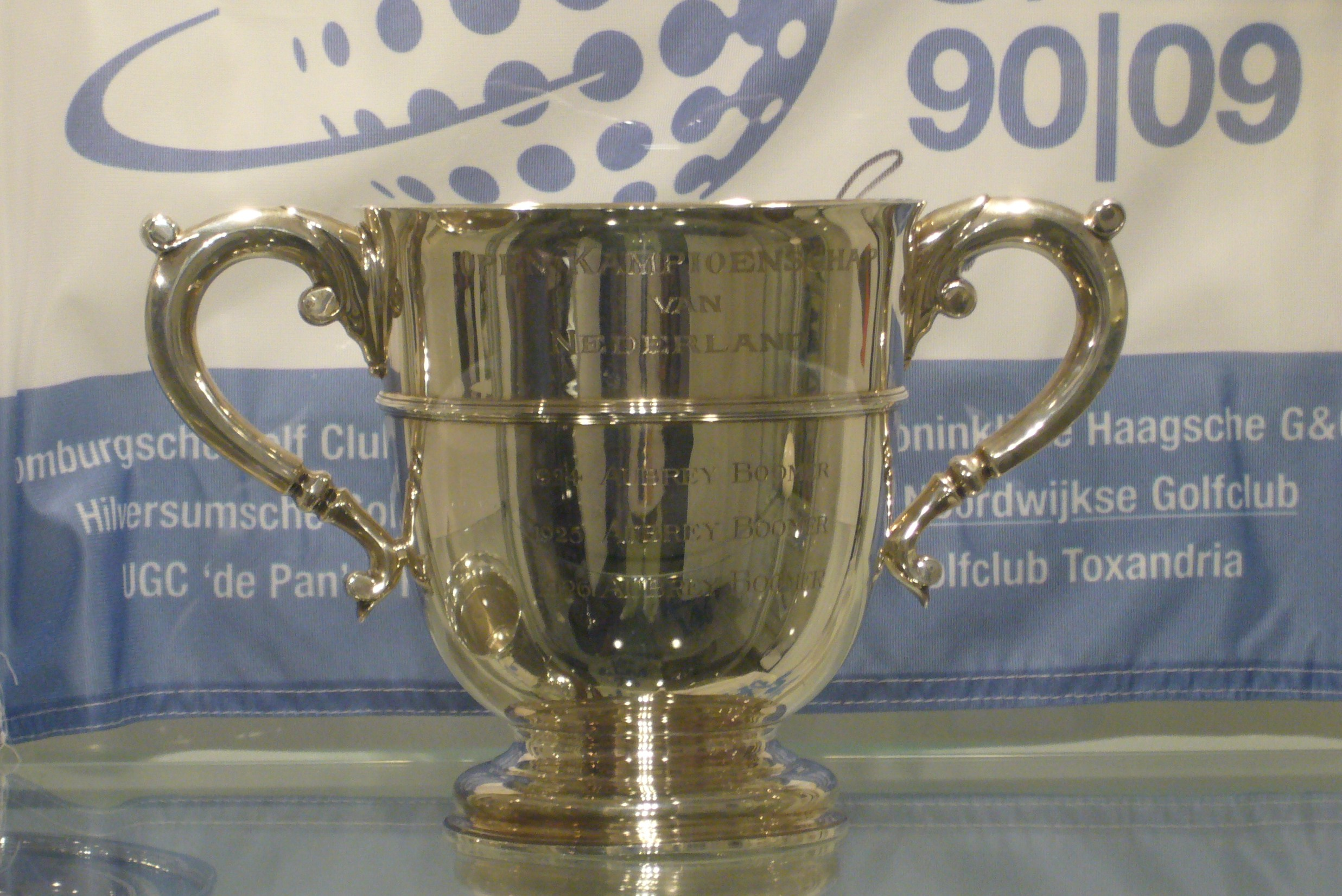
Oudste wisselbeker

De eerste wisselbeker werd driemaal gewonnen door Henry Burrows in 1920, 1921 en 1923, waarna hij de beker mocht houden. Hij was ook al tweemaal de beste professional geweest, maar dat telde niet omdat een amateur het toernooi won.
 De tweede wisselbeker werd driemaal achtereen gewonnen door Aubrey Boomer in 1924, 1925 en 1926, waarna hij de beker mocht houden.
 In 1927 werd een nieuwe beker ter beschikking gesteld onder voorwaarde dat de beker nooit het eigendom zal worden van een winnaar. Dat is de beker die Darren Clarke op de foto omhoog tilt.
Ter ere van het 90-jarig bestaan van de Kennemer in 2009 zijn de twee bekers tijdens het Dutch Open in het Promodorp tentoongesteld samen met de trofee van Robbie van Erven Dorens, sinds 2009 bestemd voor de beste amateur. De eerste winnaar hiervan is Jurrian van der Vaart in 2010.
Sinds de KLM in 2004 weer titelsponsor werd, wordt er bij Royal Delft in Delft een replica van het Paleis op de Dam voor de winnaar gemaakt. Het paleis is 50 cm lang. 27 cm hoog en 11 cm diep. Achterop staat Winnaar KLM Open + jaartal en het meesterteken van Royal Delft. Voor het toernooi staat het paleis enige tijd op het hoofdkantoor van de KLM in Amstelveen tentoongesteld.

#### Heineken Cup
In 1951 wordt de Heineken Cup voor het eerst uitgeloofd voor de beste amateur van het toernooi. Niet ieder jaar haalt een amateur de cut, dus de Cup kan niet ieder jaar uitgereikt worden.

#### De organisatie
De eerste jaren werd het Open georganiseerd door de ontvangende club, in samenwerking met de Nederlandsche Professional Golf Associatie (NPGA), de voorloper van PGA Holland. Begin jaren 80, als de golfsport populair wordt en er dus ook meer toeschouwers komen en er zelfs aandacht aan het toernooi wordt geschonken op televisie wordt ook de organisatie gecompliceerder. Robbie van Erven Dorens werd de organisator van het jaarlijks terugkerende Open, ongeacht waar het toernooi wordt gespeeld. Zijn kantoor, REVED, onderhandelt met spelers om belangrijke namen te krijgen, regelt sponsors, televisietijd, publiciteit en parkeerlogistiek. Tegenwoordig wordt het Dutch Open en het Ladies Open georganiseerd door This is Golf (TIG).
Sinds 1985 zijn de Hilversumsche Golf Club, de Kennemer Golf & Country Club, de Noordwijkse Golfclub en Golfbaan The Dutch en Bernardus Golf in Cromvoirt gastheer van het toernooi.
De KLM heeft zijn naam verschillende keren verbonden aan het toernooi. Van 1981 tot 1990 werd tien keer het KLM Open gespeeld en was de luchtvaartmaatschappij de naam in de golfwereld. Na het toernooi van 2002 stopte TNT Post als hoofdsponsor. Tijdens het toernooi van 2003 traden zowel de ING als Lucas Bols op als hoofdsponsors. Vanaf 2004 keerde de KLM terug als hoofdsponsor, waarmee de naam veranderde in het KLM Open. In 2011 is bekendgemaakt dat KLM het sponsorcontract tot en met 2020 heeft verlengd. Na een korte pauze, leende KLM in 2023 zijn naam wederom aan het toernooi.

## Winnaars
Al in 1896 vond er een kampioenschap plaats tussen spelers van de toen bestaande clubs: de Kennemer, de Haagsche, de Hilversumsche en de Doornse Golf Club. Winnaar was Walrave Boissevain van de Kennemer. Het wordt gezien als de voorloper van het Nederlands Open.
Een overzicht van winnaars van het Open sinds 1912. Vanaf 1972 maakt het toernooi deel uit van de Europese PGA Tour.
| Jaar                             | Baan                                    | Winnaar                                                 | Score                                   | Score                                   | Heineken Cup                                     | Beste NL pro                            |
| Dutch Open                       | Dutch Open                              | Dutch Open                                              | Dutch Open                              | Dutch Open                              | Dutch Open                                       | Dutch Open                              |
| -------------------------------- | --------------------------------------- | ------------------------------------------------------- | --------------------------------------- | --------------------------------------- | ------------------------------------------------ | --------------------------------------- |
| 1912                             | Haagsche                                | George Pannell                                          | 158                                     |                                         | =                                                |                                         |
|                                  | 1913-1914 niet gespeeld                 |                                                         |                                         |                                         |                                                  |                                         |
| 1915                             | Haagsche                                | Gerry del Court v Krimpen (Am) Beste pro: Henry Burrows | 152 153                                 |                                         | =                                                |                                         |
| 1916                             | Noordwijkse                             | Charles Bryce                                           | ?                                       |                                         | =                                                |                                         |
| 1917                             | Haagsche                                | Jacob Oosterveer                                        | ?                                       |                                         | =                                                | Jacob Oosterveer                        |
| 1918                             | Doornsche GC                            | Florent Gevers (Am) Beste pro: Henry Burrows            | ?                                       |                                         | =                                                |                                         |
| 1919                             | Haagsche                                | Dirk Oosterveer                                         | 158                                     |                                         | =                                                | Dirk Oosterveer                         |
| 1920                             | Kennemer                                | Henry Burrows                                           | 155                                     |                                         | =                                                |                                         |
| 1921                             | Domburgsche                             | Henry Burrows                                           | 151                                     |                                         | =                                                |                                         |
| 1922                             | Noordwijkse                             | George Pannell                                          | 160                                     |                                         | =                                                | Jos van Dijk                            |
| 1923                             | Hilversumsche                           | Henry Burrows                                           | 153                                     |                                         | =                                                | Jos van Dijk                            |
| 1924                             | Haagsche                                | Aubrey Boomer                                           | 138                                     |                                         | =                                                |                                         |
| 1925                             | Haagsche                                | Aubrey Boomer                                           | 144                                     |                                         | =                                                | Jos van Dijk                            |
| 1926                             | Haagsche                                | Aubrey Boomer                                           | 151                                     |                                         | =                                                | Jos van Dijk                            |
| 1927                             | Haagsche                                | Percy Boomer                                            | 147                                     |                                         | =                                                | Dirk Oosterveer                         |
| 1928                             | Haagsche                                | Ernest Whitcombe                                        | 141                                     |                                         | =                                                |                                         |
| 1929                             | Hilversumsche                           | Jack Taylor                                             | 153                                     |                                         | =                                                |                                         |
| 1930                             | Haagsche                                | Jacob Oosterveer                                        | 152                                     |                                         | =                                                | Jacob Oosterveer                        |
| 1931                             | Kennemer                                | Frank Dyer                                              | 145                                     |                                         | =                                                |                                         |
| 1932                             | Haagsche                                | Auguste Boyer                                           | 137                                     |                                         | =                                                |                                         |
| 1933                             | Kennemer                                | Marcel Dallemagne                                       | 143                                     |                                         | =                                                |                                         |
| 1934                             | De Pan                                  | Sid Brews                                               | 286                                     |                                         | =                                                | Jos van Dijk                            |
| 1935                             | Kennemer                                | Sid Brews                                               | 275                                     |                                         | =                                                |                                         |
| 1936                             | Hilversumsche                           | Flory Van Donck                                         | 285                                     |                                         | =                                                |                                         |
| 1937                             | De Pan                                  | Flory Van Donck                                         | 286                                     |                                         | =                                                |                                         |
| 1938                             | Haagsche                                | Alf Padgham                                             | 281                                     |                                         | =                                                |                                         |
| 1939                             | Kennemer                                | Bobby Locke                                             | 281                                     |                                         | =                                                |                                         |
|                                  | 1940-1945 niet gespeeld                 |                                                         |                                         |                                         |                                                  |                                         |
| 1946                             | Hilversumsche                           | Flory Van Donck                                         | 290                                     |                                         | =                                                |                                         |
| 1947                             | Eindhovensche                           | Joop Rühl                                               | 279                                     |                                         | =                                                | Joop Rühl                               |
| 1948                             | Hilversumsche                           | Cecil Denny                                             | 290                                     |                                         | =                                                |                                         |
| 1949                             | Haagsche                                | Jimmy Adams                                             | 294                                     |                                         | =                                                |                                         |
| 1950                             | Toxandria                               | Roberto De Vicenzo                                      | 269                                     |                                         | =                                                |                                         |
| 1951                             | Kennemer                                | Flory Van Donck                                         | 281                                     |                                         | W. Graham Lockey                                 |                                         |
| 1952                             | Hilversumsche                           | Cecil Denny                                             | 284                                     |                                         | Olivier v.Z. Bergmann                            |                                         |
| 1953                             | Eindhovensche                           | Flory Van Donck                                         | 286                                     |                                         |                                                  |                                         |
| 1954                             | Haagsche                                | Ugo Grappasonni po                                      | 295                                     |                                         |                                                  |                                         |
| 1955                             | Kennemer                                | Alfonso Angelini po                                     | 280                                     |                                         |                                                  |                                         |
| 1956                             | Eindhovensche                           | Antonio Cerdá                                           | 277                                     |                                         |                                                  |                                         |
| 1957                             | Hilversumsche                           | John Jacobs                                             | 284                                     |                                         |                                                  |                                         |
| 1958                             | Kennemer                                | Dave Thomas                                             | 277                                     |                                         |                                                  |                                         |
| 1959                             | Haagsche                                | Sewsunker Sewgolum                                      | 283                                     |                                         |                                                  |                                         |
| 1960                             | Eindhovensche                           | Sewsunker Sewgolum                                      | 280                                     |                                         | Ajef Knappert                                    |                                         |
| 1961                             | Kennemer                                | Brian Wilkes                                            | 279                                     |                                         | W.F. Smit                                        |                                         |
| 1962                             | Hilversumsche                           | Brian Huggett                                           | 274                                     |                                         |                                                  |                                         |
| 1963                             | Haagsche                                | Retief Waltman                                          | 279                                     |                                         |                                                  |                                         |
| 1964                             | Eindhovensche                           | Sewsunker Sewgolum                                      | 275                                     |                                         |                                                  |                                         |
| 1965                             | Toxandria                               | Ángel Miguel                                            | 278                                     |                                         |                                                  |                                         |
| 1966                             | Kennemer                                | Ramón Sota                                              | 277                                     |                                         | Jaap van Neck                                    |                                         |
| 1967                             | Haagsche                                | Peter Townsend                                          | 282                                     |                                         | Jaap van Neck                                    |                                         |
| 1968                             | Hilversumsche                           | John Cockin                                             | 292                                     |                                         |                                                  |                                         |
| 1969                             | De Pan                                  | Guy Wolstenholme                                        | 277                                     |                                         | Victor Swane                                     |                                         |
| 1970                             | Eindhovensche                           | Vicente Fernández                                       | 279                                     |                                         |                                                  | Chris de Bruin (T31)                    |
| 1971                             | Kennemer                                | Ramón Sota                                              | 277                                     |                                         | Carl Braun                                       |                                         |
| 1972                             | Haagsche                                | Jack Newton                                             | 277                                     |                                         | Bertus van Mook (T68)                            | Victor Swane (T68)                      |
| 1973                             | Haagsche                                | Doug McClelland                                         | 279                                     | -9                                      | Carl Braun (MC)                                  | Jan Dorrestein (T19)                    |
| 1974                             | Hilversumsche                           | Brian Barnes                                            | 211                                     | -5                                      |                                                  | Jan Dorrestein (T21)                    |
| 1975                             | Hilversumsche                           | Hugh Baiocchi                                           | 279                                     | -9                                      |                                                  | Martien Groenendaal (30)                |
| 1976                             | Kennemer                                | Seve Ballesteros                                        | 275                                     | -13                                     | =                                                | Bertus van Mook (T49)                   |
| 1977                             | Kennemer                                | Bob Byman                                               | 278                                     | -10                                     | James Miller (31)                                | Chris de Bruin (MC)                     |
| 1978                             | Noordwijkse                             | Bob Byman                                               | 214                                     | -2                                      | =                                                | =                                       |
| 1979                             | Noordwijkse                             | Graham Marsh                                            | 285                                     | -3                                      | Jaap van Neck (MC)                               | Jan Dorrestein (T64)                    |
| 1980                             | Hilversumsche                           | Seve Ballesteros                                        | 280                                     | -8                                      | Mike Clayton (T26)                               | Brian Gee en Cees Renders (T62)         |
| KLM Dutch Open                   |                                         |                                                         |                                         |                                         |                                                  |                                         |
| 1981                             | Haagsche                                | Harold Henning                                          | 280                                     | -8                                      | Keith Ashdown (T54)                              | Jan Dorrestein (T38)                    |
| 1982                             | De Pan                                  | Paul Way                                                | 276                                     | -12                                     | Craig Defoy (T15) Bart Nolte (T34)               | Jan Dorrestein (T8)                     |
| 1983                             | Kennemer                                | Ken Brown                                               | 274                                     | -14                                     | Simon Vegter                                     | Jan Dorrestein (T68)                    |
| 1984                             | Rosendaelsche                           | Bernhard Langer                                         | 275                                     | -13                                     | Bart Nolte (T72)                                 | =                                       |
| 1985                             | Noordwijkse                             | Graham Marsh                                            | 282                                     | -6                                      | =                                                | Alex Loesberg (T63)                     |
| 1986                             | Noordwijkse                             | Seve Ballesteros                                        | 271                                     | -17                                     | =                                                | =                                       |
| 1987                             | Hilversumsche                           | Gordon Brand Jr.                                        | 272                                     | -16                                     | Bart Nolte (T70)                                 | =                                       |
| 1988                             | Hilversumsche                           | Mark Mouland                                            | 274                                     | -14                                     | Constant Smits v W. (T35)                        | Ruud Bos (T40)                          |
| 1989                             | Kennemer                                | José María Olazabal po                                  | 277                                     | -11                                     | =                                                | =                                       |
| 1990                             | Kennemer                                | Stephen McAllister                                      | 274                                     | -6                                      | =                                                | Chris van der Velde (T50)               |
| Heineken Dutch Open              |                                         |                                                         |                                         |                                         |                                                  |                                         |
| 1991                             | Noordwijkse                             | Payne Stewart                                           | 267                                     | -21                                     | Stéphane Lovey (T40)                             | =                                       |
| 1992                             | Noordwijkse                             | Bernhard Langer po                                      | 277                                     | -11                                     | Michael Vogel (73)                               | Ruud Bos (T69)                          |
| 1993                             | Noordwijkse                             | Colin Montgomerie                                       | 281                                     | -7                                      | =                                                | Brian Gee (62) en Joost Steenkamer (62) |
| 1994                             | Hilversumsche                           | Miguel Ángel Jiménez                                    | 270                                     | -18                                     | =                                                | Rolf Muntz (T31)                        |
| 1995                             | Hilversumsche                           | Scott Hoch                                              | 269                                     | -15                                     | =                                                | Rolf Muntz (T35)                        |
| Sun Microsystems Dutch Open      |                                         |                                                         |                                         |                                         |                                                  |                                         |
| 1996                             | Hilversumsche                           | Mark McNulty                                            | 266                                     | -18                                     | Maarten Lafeber (T44)                            | Rolf Muntz (37)                         |
| 1997                             | Hilversumsche                           | Sven Strüver                                            | 266                                     | -18                                     | Maarten Lafeber (T30) Maarten van den Berg (T43) | Rolf Muntz (48)                         |
| TNT Dutch Open                   |                                         |                                                         |                                         |                                         |                                                  |                                         |
| 1998                             | Hilversumsche                           | Stephen Leaney                                          | 266                                     | -18                                     | =                                                | Robert-Jan Derksen (30)                 |
| 1999                             | Hilversumsche                           | Lee Westwood                                            | 269                                     | -15                                     | Maarten van den Berg (T71)                       | Maarten Lafeber (5)                     |
| 2000                             | Noordwijkse                             | Stephen Leaney                                          | 269                                     | -19                                     | =                                                | Hayo Bensdorp (51)                      |
| Het TNT Open                     |                                         |                                                         |                                         |                                         |                                                  |                                         |
| 2001                             | Noordwijkse                             | Bernhard Langer po                                      | 269                                     | -16                                     | Niels Boysen (T62)                               | Rolf Muntz (32)                         |
| 2002                             | Hilversumsche                           | Tobias Dier                                             | 263                                     | -17                                     | Jamie Elson (T48)                                | Maarten Lafeber (31)                    |
| Lucas Bols - ING Bank Dutch Open |                                         |                                                         |                                         |                                         |                                                  |                                         |
| 2003                             | Hilversumsche                           | Maarten Lafeber                                         | 267                                     | -13                                     | Jan-Willem van Hoof (T63)                        | Maarten Lafeber (1)                     |
| KLM Open                         |                                         |                                                         |                                         |                                         |                                                  |                                         |
| 2004                             | Hilversumsche                           | David Lynn                                              | 264                                     | -16                                     | James Heath (T75) Edward de Jong (T77)           | Robert-Jan Derksen (28)                 |
| 2005                             | Hilversumsche                           | Gonzalo Fz-Castaño                                      | 269                                     | -11                                     | =                                                | Maarten Lafeber (5)                     |
| 2006                             | Kennemer                                | Simon Dyson po                                          | 270                                     | -14                                     | Tim Sluiter (T63)                                | Robert-Jan Derksen (47)                 |
| 2007                             | Kennemer                                | Ross Fisher                                             | 268                                     | -12                                     | =                                                | Joost Luiten (2)                        |
| 2008                             | Kennemer                                | Darren Clarke                                           | 264                                     | -16                                     | =                                                | Rolf Muntz (34)                         |
| 2009                             | Kennemer                                | Simon Dyson po                                          | 265                                     | -15                                     | Sven Maurits (MC)                                | Robert-Jan Derksen (47)                 |
| 2010                             | Hilversumsche                           | Martin Kaymer                                           | 266                                     | -14                                     | Daan Huizing (MC)                                | Jurrian vd Vaart (T47)                  |
| 2011                             | Hilversumsche                           | Simon Dyson                                             | 268                                     | -12                                     | Robin Kind (T25)                                 | Joost Luiten (T6)                       |
| 2012                             | Hilversumsche                           | Peter Hanson                                            | 266                                     | -14                                     | Daan Huizing (T46)                               | Maarten Lafeber (T37)                   |
| 2013                             | Kennemer                                | Joost Luiten po                                         | 268                                     | -12                                     | Rowin Caron (T63)                                | Joost Luiten (1)                        |
| 2014                             | Kennemer                                | Paul Casey                                              | 266                                     | -14                                     | Jeroen Krietemeijer (T59)                        | Joost Luiten (T5)                       |
| 2015                             | Kennemer                                | Thomas Pieters                                          | 261                                     | -19                                     | =                                                | Mark Bergmans (T17)                     |
| 2016                             | The Dutch                               | Joost Luiten                                            | 265                                     | -19                                     | =                                                | Joost Luiten (1)                        |
| 2017                             | The Dutch                               | Romain Wattel                                           | 269                                     | -15                                     | =                                                | Wil Besseling (T20)                     |
| 2018                             | The Dutch                               | Ashun Wu                                                | 268                                     | -16                                     | =                                                | Mark Reynolds (T53)                     |
| 2019                             | The International                       | Sergio Garcia                                           | 270                                     | -18                                     |                                                  | Will Besseling (T7)                     |
| 2020                             | Niet gespeeld vanwege Covid-19 pandemie | Niet gespeeld vanwege Covid-19 pandemie                 | Niet gespeeld vanwege Covid-19 pandemie | Niet gespeeld vanwege Covid-19 pandemie | Niet gespeeld vanwege Covid-19 pandemie          | Niet gespeeld vanwege Covid-19 pandemie |
| Dutch Open                       |                                         |                                                         |                                         |                                         |                                                  |                                         |
| 2021                             | Bernardus Golf                          | Kristoffer Broberg                                      | 265                                     | -23                                     |                                                  | Darius van Driel (T4)                   |
| 2022                             | Bernardus Golf                          | Victor Perez                                            | 275                                     | -13                                     |                                                  | Joost Luiten (T43)                      |
| KLM Open                         |                                         |                                                         |                                         |                                         |                                                  |                                         |
| 2023                             | Bernardus Golf                          | Pablo Larrazábal                                        | 275                                     | -13                                     |                                                  | Rowin Caron (T8)                        |
| 2024                             | The International                       | Guido Migliozzi po                                      | 273                                     | -11                                     |                                                  | Joost Luiten (T15)                      |
| 2025                             | The International                       | Connor Syme                                             | 273                                     | -11                                     |                                                  | Daan Huizing (T19)                      |

po 1989: Na de langste play-off van de Europese PGA Tour won Olazabal de play-off van Ronan Rafferty en Roger Chapman.

po 1992: Bernhard Langer won de play-off van Gordon Brand Jr.

po 2001: Bernhard Langer won de play-off van Warren Bennett 

po 2006: Simon Dyson won de play-off van Richard Green

po 2009: Simon Dyson won de play-off van Peter Hedblom en Peter Lawrie

po 2013: Joost Luiten won de play-off van Miguel Angel Jiménez

po 2024: Guido Migliozz won de play-off van Joe Dean en Marcus Kinhult